# Liste der Stolpersteine in Wildeshausen
Die Liste der Stolpersteine in Wildeshausen enthält alle Stolpersteine, die im Rahmen des gleichnamigen Projekts von Gunter Demnig in Wildeshausen verlegt wurden. Mit ihnen soll an Opfer des Nationalsozialismus erinnert werden, die in Wildeshausen lebten und wirkten.

## Verlegte Stolpersteine
| Adresse           | Verlege- datum | Person, Inschrift | Bild                                             | Anmerkung |
| ----------------- | -------------- | --- | ------------------------------------------------ | --------- |
| Huntestraße 26 ·  | 1. März 2014   | Hier wohnte Alfred Heinemann Jg. 1886 ‘Schutzhaft’ 1938 Sachsenhausen unfreiwillig verzogen 1940 Bremen deportiert 1941 ermordet in Minsk                              | Stolperstein für Alfred Heinemann                |           |
| Huntestraße 26 ·  | 1. März 2014   | Hier wohnte Golda Herzberg Jg. 1884 unfreiwillig verzogen 1940 Bremen deportiert 1941 ermordet in Minsk                                                                | Stolperstein für Golda Herzberg                  |           |
| Sägekuhle 3 ·     | 1. März 2014   | Hier wohnte Bernhard de Haas Jg. 1882 ‘Schutzhaft’ 1938 Sachsenhausen unfreiwillig verzogen 1940 Bremen deportiert 1941 ermordet in Minsk                              | Stolperstein für Bernhard de Haas                |           |
| Sägekuhle 3 ·     | 1. März 2014   | Hier wohnte Fritz de Haas Jg. 1925 unfreiwillig verzogen 1940 Bremen deportiert 1941 ermordet in Minsk                                                                 | Stolperstein für Fritz de Haas                   |           |
| Sägekuhle 3 ·     | 1. März 2014   | Hier wohnte Helene de Haas geb. Gimnicher Jg. 1883 unfreiwillig verzogen 1940 Bremen deportiert 1941 ermordet in Minsk                                                 | Stolperstein für Helene de Haas geb. Gimnicher   |           |
| Sägekuhle 3 ·     | 1. März 2014   | Hier wohnte Ruth de Haas Jg. 1927 unfreiwillig verzogen 1940 Bremen deportiert 1941 ermordet in Minsk                                                                  | Stolperstein für Ruth de Haas                    |           |
| Sägekuhle 6 ·     | 1. März 2014   | Hier wohnte Frieda de Vries Jg. 1913 verhaftet 1937 Zwangssterilisiert 1937 Gefängnis Vechta Oldenburg 1939 Ravenbrück ‘verlegt’ 22.2.1942 Bernburg ermordet 24.2.1942 | Stolpersteine für Frieda de Vries                |           |
| Sägekuhle 6 ·     | 1. März 2014   | Hier wohnte Jenny de Vries Jg. 1910 verhaftet 1937 deportiert 1942 Piaski ermordet 1942                                                                                | Stolperstein für Jenny de Vries                  |           |
| Sägekuhle 6 ·     | 1. März 2014   | Hier wohnte Jonny de Vries Jg. 1912 verhaftet 1937 ‘Rassenschande’ Gefängnis Vechta 1939 Sachsenhausen deportiert ermordet in Auschwitz                                | Stolperstein für Jonny de Vries                  |           |
| Sögestraße 16 ·   | 1. März 2014   | Hier wohnte Arthur Goldstein Jg. 1902 ‘Schutzhaft’ 1938 Sachsenhausen Flucht 1939 Holland versteckt gelebt tot 30.9.1943 Enschede                                      | Stolperstein für Arthur Goldstein                |           |
| Westerstraße 24 · | 1. März 2014   | Hier wohnte Moritz de Haas Jg. 1884 ‘Schutzhaft’ 1938 Sachsenhausen unfreiwillig verzogen 1940 Bremen deportiert 1941 ermordet in Minsk                                | Stolperstein für Moritz de Haas                  |           |
| Westerstraße 24 · | 1. März 2014   | Hier wohnte Sophie de Haas geb. van der Zyl Jg. 1883 1940 Bremen deportiert 1941 ermordet in Minsk                                                                     | Stolperstein für Sophie de Haas geb. van der Zyl |           |